# Aedophron pallida
Aedophron pallida là một loài bướm đêm trong họ Noctuidae.